# Terres lorraines
Terres lorraines est un roman d'Émile Moselly publié en 1907. Il est récompensé rétroactivement la même année par le prix Goncourt, en lieu et place du recueil de nouvelles Jean des Brebis ou le Livre de la misère du même auteur.

## Historique
L'ouvrage Jean des Brebis ou le Livre de la misère, publié en 1904, avait été initialement choisi par l'Académie Goncourt, mais sa désignation comme vainqueur en 1907 allait à l'encontre du testament d'Edmond de Goncourt qui spécifiait que le titre couronné devait avoir été publié dans l'année. Terres lorraines ayant été publié en 1907, c'est cet ouvrage qui le remplaça sur la liste officielle des prix Goncourt.
Terres lorraines, à l'image de l'ensemble des premières œuvres de l'auteur, s'inscrit dans le courant régionaliste dont Émile Moselly est un représentant pour la Lorraine[réf. souhaitée]. Comme dans ces précédentes nouvelles, il y décrit en détail les paysages lorrains, le monde rural, la vie des humbles et des miséreux.

## Résumé
Un pêcheur sur la Moselle, tourmenté par des désirs d'indépendance et de découvertes, abandonne sa terre natale pour s'embarquer sur un navire qui fait le trafic entre la Lorraine et la Flandre. Il y perd sa fiancée qui meurt à la suite de son départ et se voit entraîné dans une vie de nomadisme loin des paysages lorrains familiers.